# Serangmekar
Serangmekar is een bestuurslaag in het regentschap Bandung van de provincie West-Java, Indonesië. Serangmekar telt 10.652 inwoners (volkstelling 2010).